# Perpero serbo

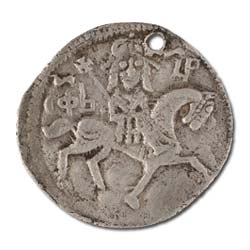
Perpero dello zar Stefan Dušan.

Il perpero (in serbo Српски перпер?) fu la valuta utilizzata in Serbia durante l'Impero di Stefan Dušan. Il suo nome deriva dal greco hyperperos, che significa "rifinito".
Nella Serbia di Dušan il perpero era una grande unità di valuta: le tasse imperiali erano di un perpero l'anno per ogni casa.